# 霍羅什夫
50°5′5″N 26°17′53″E / 50.08472°N 26.29806°E
霍羅什夫（烏克蘭語：Хорошів），是烏克蘭西部的村莊，隸屬赫梅利尼茨基州的舍佩蒂夫卡區。該村面積0.2平方公里，海拔高度258米，2022年人口610，人口密度每平方公里3,415.9人。